# ケイトラナダ
ケイトラナダ（Kaytranada、本名: Louis Kevin Celestin、1992年8月25日 - ）は、ハイチ系カナダ人のDJ、音楽プロデューサー、ソングライター。
2010年からケイトラダマスとして活動を始め、2013年には現在のケイトラナダの名で知られるようになりXL Recordingsと契約を結ぶ。2016年のデビュー・アルバム『99.9%』は批評家から高く評価され、2019年の2作目『Bubba』は第63回グラミー賞の最優秀新人賞を含む3部門にノミネートされた。

## 来歴

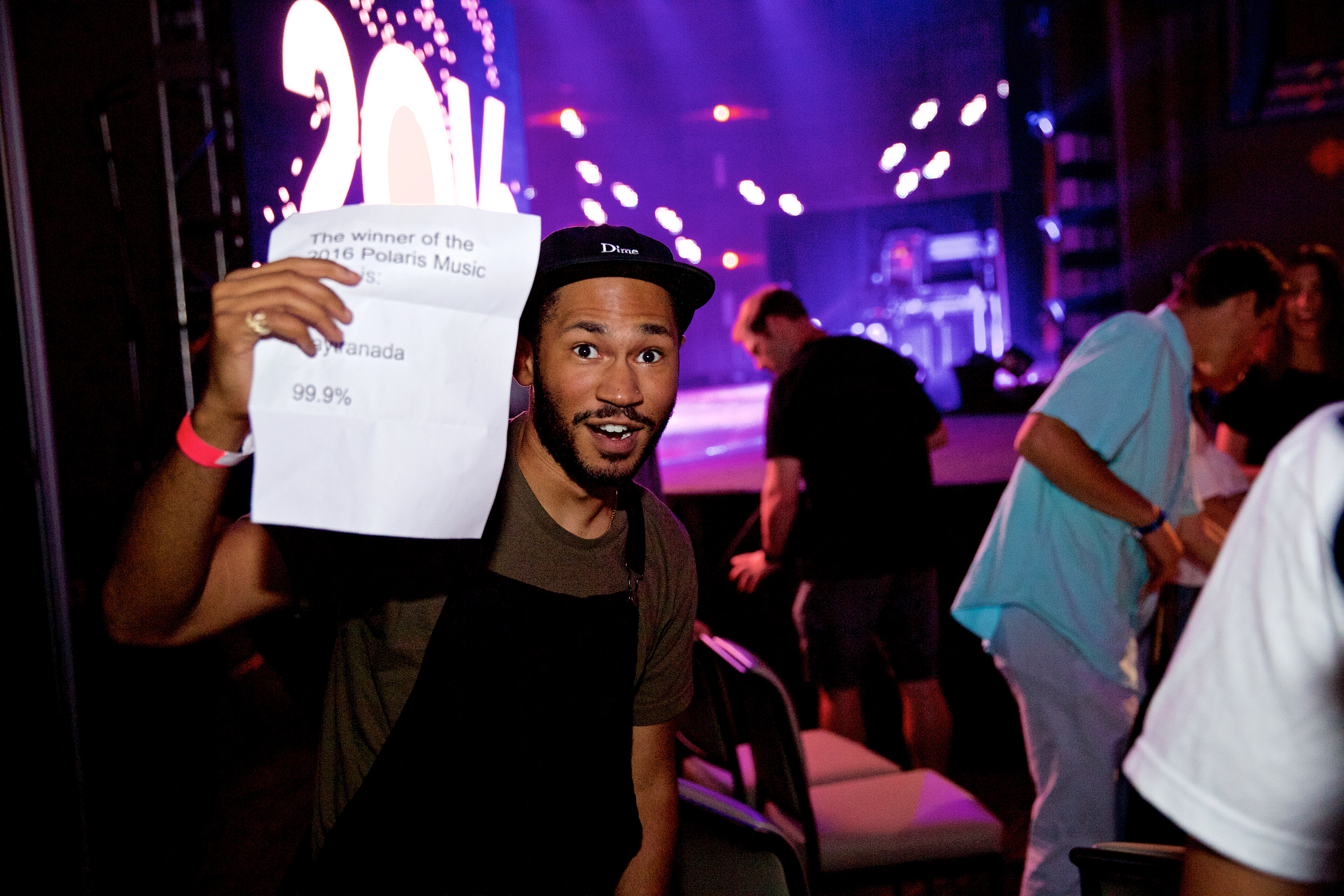
Polaris Music Prizeの授賞式にて受賞発表の紙を見せるケイトラナダ（2016年）

1992年8月25日、ケイトラナダこと、ルイ・ケビン・セレスティンはハイチのポルトープランスで生まれる。生後まもなく家族はカナダのモントリオールに移り住み、そこで育った。ケイトラナダがDJを始めたのは14歳の時で、翌年15歳の時に兄に教えてもらいFLスタジオでプロデュースを始めた。
2010年にケイトラダマス（Kaytradamus）という名前でキャリアをスタートさせる。2つのプロジェクトをリリースした後、2012年にケイトラナダに改名した。
2014年12月にXL Recordingsと契約を結び、2015年にはマドンナのRebel Heart Tourのカナダ公演とアメリカ公演のオープニングを務めた。
2016年5月6日、デビュー・アルバム『99.9％』をリリースした。同アルバムには、GoldLink、AlunaGeorge、Syd tha Kyd、Anderson Paak、Vic Mensaらがフィーチャリングで参加した。アルバムは批評家から高く評価され、カナダ最大の音楽賞であるPolaris Music Prizeを受賞した。
2019年12月13日、2作目のアルバム『Bubba』をRCAレコードからリリースする。前作に続き高い評価を受け、第63回グラミー賞では最優秀新人賞、最優秀ダンス／エレクトロニック・アルバム賞、最優秀ダンス録音賞の計3部門にノミネートされた。

## 人物
2016年4月のThe Faderのインタビューで、ケイトラナダはゲイであることを明かした。

## ディスコグラフィ
スタジオ・アルバム
- 99.9% (2016年)
- Bubba (2019年)
- Kaytraminé (2023年)
- Timeless (2024年)